# Secrétaire d'État aux Transports du cabinet fantôme
Le secrétaire d'État aux Transports du cabinet fantôme fait partie du cabinet fantôme du Royaume-Uni, il est chargé de la politique de l'opposition sur le transport. 
L'actuelle secrétaire de l'ombre est Helen Whately.

## Liste des secrétaires de l'ombre
| Secrétaire de l'ombre aux Transports                                       | Secrétaire de l'ombre aux Transports | Secrétaire de l'ombre aux Transports | Secrétaire de l'ombre aux Transports | Secrétaire de l'ombre aux Transports | Secrétaire de l'ombre aux Transports | Secrétaire de l'ombre aux Transports |
| Nom                                                                        | Nom                                  | Nom                                  | Début de mandat                      | Fin de mandat                        | Parti politique                      | Leader de l'opposition               |
| -------------------------------------------------------------------------- | ------------------------------------ | ------------------------------------ | ------------------------------------ | ------------------------------------ | ------------------------------------ | ------------------------------------ |
|                                                                            | Albert Booth,                        |                                      | 4 mai 1979                           | 31 octobre 1983                      | Travailliste                         | James Callaghan                      |
| Michael Foot                                                               | Albert Booth,                        |                                      | 4 mai 1979                           | 31 octobre 1983                      | Travailliste                         |                                      |
|                                                                            | John Prescott                        |                                      | 31 octobre 1983                      | 26 octobre 1984                      | Travailliste                         | Neil Kinnock                         |
|                                                                            | Gwyneth Dunwoody                     |                                      | 26 octobre 1984                      | 4 novembre 1985                      | Travailliste                         | Neil Kinnock                         |
|                                                                            | Robert Hughes                        |                                      | 4 novembre 1985                      | Novembre 1988                        | Travailliste                         | Neil Kinnock                         |
|                                                                            | John Prescott                        |                                      | Novembre 1988                        | 21 octobre 1993                      | Travailliste                         | Neil Kinnock                         |
| John Smith                                                                 | John Prescott                        |                                      | Novembre 1988                        | 21 octobre 1993                      | Travailliste                         |                                      |
|                                                                            | Frank Dobson                         |                                      | 21 octobre 1993                      | 20 octobre 1994                      | Travailliste                         |                                      |
| Margaret Beckett                                                           | Frank Dobson                         |                                      | 21 octobre 1993                      | 20 octobre 1994                      | Travailliste                         |                                      |
|                                                                            | Michael Meacher                      |                                      | 20 octobre 1994                      | 19 octobre 1995                      | Travailliste                         | Tony Blair                           |
|                                                                            | Clare Short                          |                                      | 19 octobre 1995                      | 25 juillet 1996                      | Travailliste                         | Tony Blair                           |
|                                                                            | Andrew Smith,                        |                                      | 25 juillet 1996                      | 2 mai 1997                           | Travailliste                         | Tony Blair                           |
|                                                                            | George Young                         |                                      | 2 mai 1997                           | Juin 1997                            | Conservateur                         | John Major                           |
| Secrétaire de l'ombre à l'Environnement, des Transports et des Régions     |                                      |                                      |                                      |                                      |                                      |                                      |
| Nom                                                                        | Nom                                  | Nom                                  | Début de mandat                      | Fin de mandat                        | Parti politique                      | Leader de l'opposition               |
|                                                                            | Norman Fowler                        |                                      | Juin 1997                            | 1er juin 1998                        | Conservateur                         | William Hague                        |
|                                                                            | Gillian Shephard                     |                                      | 1er juin 1998                        | 14 juin 1999                         | Conservateur                         | William Hague                        |
|                                                                            | John Redwood                         |                                      | 14 juin 1999                         | 2 février 2000                       | Conservateur                         | William Hague                        |
|                                                                            | Archie Norman                        |                                      | 2 février 2000                       | 18 septembre 2001                    | Conservateur                         | William Hague                        |
| Secrétaire de l'ombre aux Transports, au gouvernement local et aux régions |                                      |                                      |                                      |                                      |                                      |                                      |
| Nom                                                                        | Nom                                  | Nom                                  | Début de mandat                      | Fin de mandat                        | Parti politique                      | Leader de l'opposition               |
|                                                                            | Theresa May,                         |                                      | 18 septembre 2001                    | 23 juillet 2002                      | Conservateur                         | Iain Duncan Smith                    |
| Secrétaire de l'ombre aux Transports                                       |                                      |                                      |                                      |                                      |                                      |                                      |
| Nom                                                                        | Nom                                  | Nom                                  | Début de mandat                      | Fin de mandat                        | Parti politique                      | Leader de l'opposition               |
|                                                                            | Tim Collins                          |                                      | 23 juillet 2002                      | 10 novembre 2003                     | Conservateur                         | Iain Duncan Smith                    |
|                                                                            | Damian Green                         |                                      | 10 novembre 2003                     | 8 septembre 2004                     | Conservateur                         | Michael Howard                       |
| Secrétaire de l'ombre de l'Environnement et des Transports                 |                                      |                                      |                                      |                                      |                                      |                                      |
| Nom                                                                        | Nom                                  | Nom                                  | Début de mandat                      | Fin de mandat                        | Parti politique                      | Leader de l'opposition               |
|                                                                            | Tim Yeo                              |                                      | 8 septembre 2004                     | 10 mai 2005                          | Conservateur                         | Michael Howard                       |
| Secrétaire de l'ombre aux Transports                                       |                                      |                                      |                                      |                                      |                                      |                                      |
| Nom                                                                        | Nom                                  | Nom                                  | Début de mandat                      | Fin de mandat                        | Parti politique                      | Leader de l'opposition               |
|                                                                            | Alan Duncan                          |                                      | 6 mai 2005                           | 8 décembre 2005                      | Conservateur                         | Michael Howard                       |
|                                                                            | Chris Grayling                       |                                      | 8 décembre 2005                      | 2 juillet 2007                       | Conservateur                         | David Cameron                        |
|                                                                            | Theresa Villiers                     |                                      | 2 juillet 2007                       | 11 mai 2010                          | Conservateur                         | David Cameron                        |
|                                                                            | Sadiq Khan                           |                                      | 14 mai 2010                          | 8 octobre 2010                       | Travailliste                         | Harriet Harman                       |
|                                                                            | Maria Eagle                          |                                      | 8 octobre 2010                       | 7 octobre 2013                       | Travailliste                         | Ed Miliband                          |
|                                                                            | Mary Creagh                          |                                      | 7 octobre 2013                       | 5 novembre 2014                      | Travailliste                         | Ed Miliband                          |
|                                                                            | Michael Dugher                       |                                      | 5 novembre 2014                      | 13 septembre 2015                    | Travailliste                         | Ed Miliband                          |
| Harriet Harman                                                             | Michael Dugher                       |                                      | 5 novembre 2014                      | 13 septembre 2015                    | Travailliste                         |                                      |
|                                                                            | Lilian Greenwood                     |                                      | 13 septembre 2015                    | 26 juin 2016                         | Travailliste                         | Jeremy Corbyn                        |
|                                                                            | Andy McDonald                        |                                      | 27 juin 2016                         | 6 avril 2020                         | Travailliste                         | Jeremy Corbyn                        |
|                                                                            | Jim McMahon                          |                                      | 6 avril 2020                         | 29 novembre 2021                     | Travailliste                         | Keir Starmer                         |
|                                                                            | Louise Haigh                         |                                      | 29 novembre 2021                     | 5 juillet 2024                       | Travailliste                         | Keir Starmer                         |
|                                                                            | Helen Whately                        |                                      | 8 juillet 2024                       | en cours                             | Conservateur                         | Rishi Sunak                          |